# 3G-324M

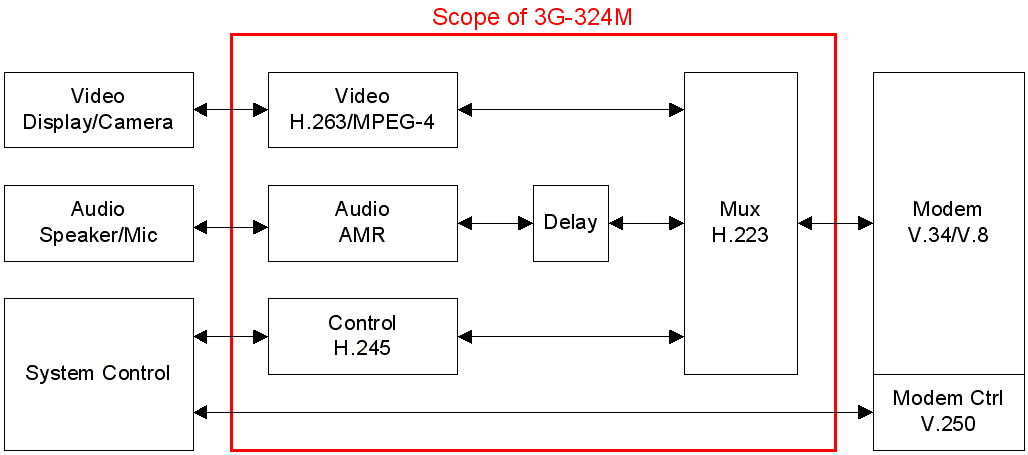
Diagrama de bloques del protocolo 3G-324M

3G-324M es el protocolo de comunicaciones del 3GPP para ofrecer servicios de videoconferencia en redes de telefonía móvil.
El protocolo 3G-324M opera sobre un circuito conmutado establecido entre dos dispositivos 'peer'. 3G-324M es una especificación que posibilita comunicaciones de conversaciones multimedia sobre redes de circuitos conmutados y ha sido adoptado por el 3GPP. 3G-324M está basada en la especificación H.324 de la ITU-T para videoconferencia sobre redes de circuito conmutado.
El 3G-324M está compuesto por los siguientes sub-protocolos:
- H.245 para control de llamadas
- H.223 para multiplexación/demultiplexación desde flujos de bits hasta paquetes de datos.
- Anexos A y B de H.223 para el manejo de errores de tasas de BER medias y bajas, corrección y ocultación.
- H.324 (junto con los anexos A y C) para trabajar en ambientes inalámbricos.

La especificación 3G-324M utilizando las redes de circuitos conmutados permite retardos susceptibles en servicios de conversaciones multimedia como:
Algunos de los servicios que puede ofrecer 3G-324M son:
- Videoconferencia para uso personal y de negocios
- Servicios de entretenimiento multimedia
- Telemedicina
- Vigilancia
- Emisión de vídeo en directo
- Vídeo bajo demanda

3G-324M es indiferente a la red conmutada que utiliza. Puede utilizar tanto UMTS como redes TD-SCDMA.
3G-324M es una solución comprobada para servicios de conversación multimedia que los sistemas basados en redes inalámbricas basadas en paquetes no pueden despachas debido a su exceso de información de control, su sensibilidad al BER y los retardos variables de la ruta. 3G-324M operando sobre un canal de circuitos conmutados entre dos puntos garantiza el retardo fijado por la QoS para servicios de comunicaciones multimedia. Combinando los servicios 3G-324M de circuitos conmutados con servicios SIP basados en paquetes puede apalancar la fuerza de ambas redes para posibilitar nuevos tipos de servicios de diferenciación e innovación en comunicaciones móviles.